# 埃蒂夫湖

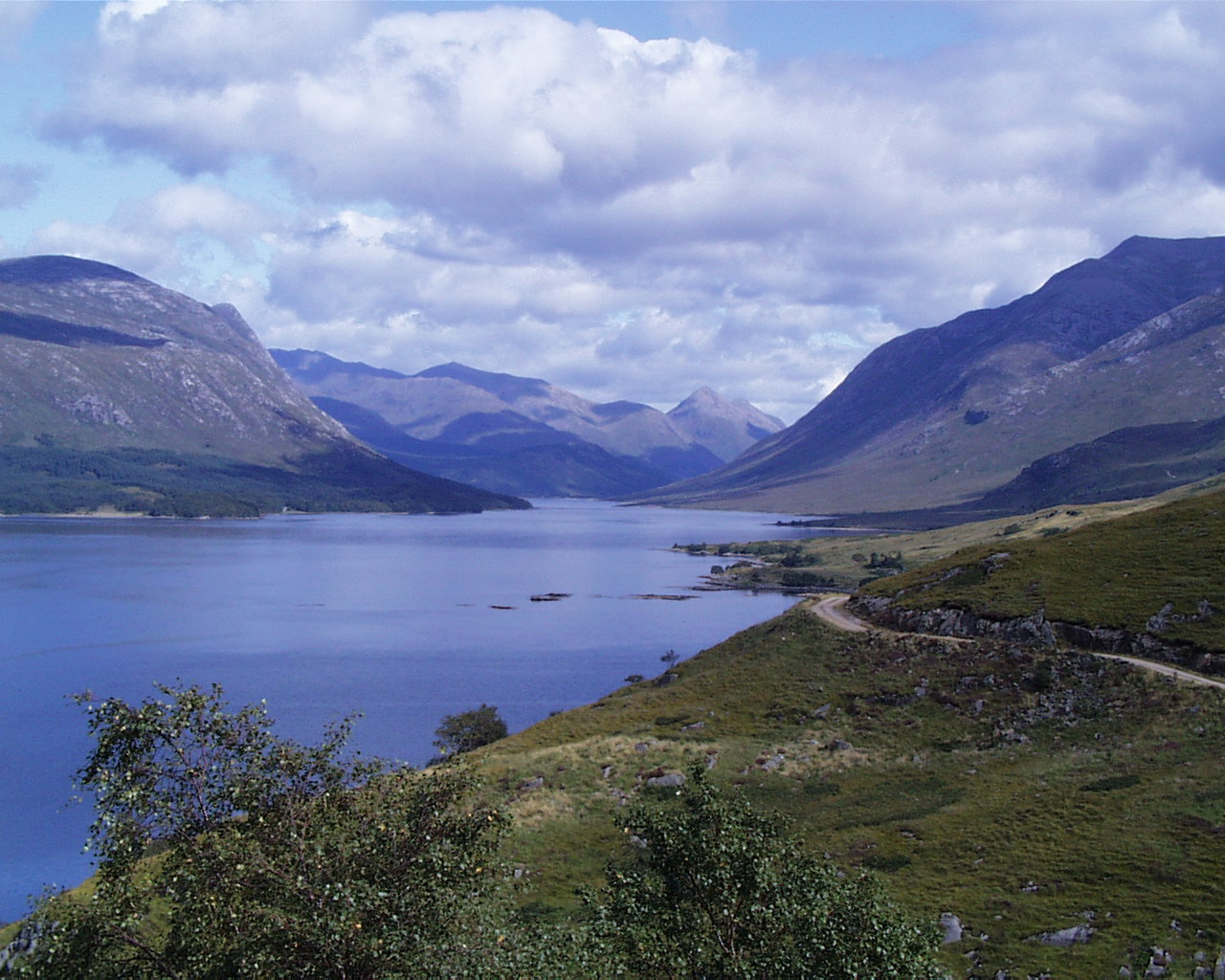
埃蒂夫湖

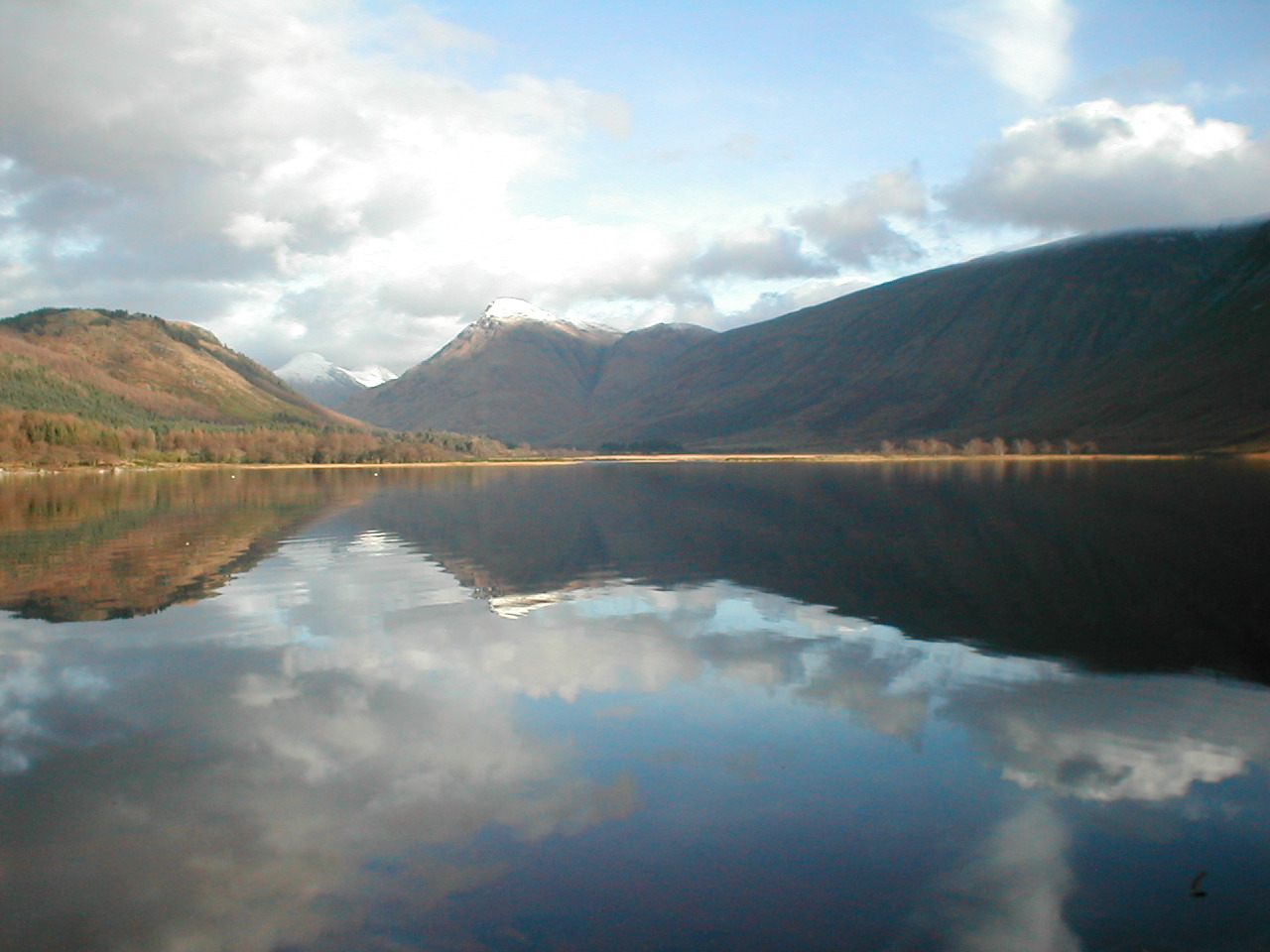
埃蒂夫湖

埃蒂夫湖 （苏格兰盖尔语：Loch Eite）是蘇格蘭阿盖尔和比特的一个30公里长的與海相連的湖泊。它在奧本以北5公里处入海。它的长度为31.6公里，宽度为1.2公里至1.6公里。它的深度並不平均，最深可以达到150米。埃蒂夫 这个名字被认为是来自与湖泊相关的盖尔女神。湖泊北岸的一部分被指定为特别保育区。